# Melampyrum klebelsbergianum
Melampyrum klebelsbergianum är en snyltrotsväxtart som beskrevs av Soó. Melampyrum klebelsbergianum ingår i släktet kovaller, och familjen snyltrotsväxter. Inga underarter finns listade i Catalogue of Life.